# Вулиця Глиняна (Біла Церква)
Вулиця Глиняна  — одна з вулиць у місті Біла Церква.
Бере свій початок від вулиці Київська до вулиці Петра Запорожця.

## Будівлі
- Державне підприємство «Трансметропром», 15[1];
- ТОВ «Аріс-пак», 47а[2];
- ТОВ НСТ «Альянс», 47б[3];
- Басейнове управління водних ресурсів річки Рось, 51-в[4];